# Caecostenetroides mooreus
Caecostenetroides mooreus là một loài chân đều trong họ Gnathostenetroididae. Loài này được Mueller miêu tả khoa học năm 1991.